# 1650
1650 (MDCL) je bilo navadno leto, ki se je po gregorijanskem koledarju začelo na soboto, po 10 dni počasnejšem julijanskem koledarju pa na torek.

## Dogodki
- 1. januar

## Smrti
- 11. februar - René Descartes, francoski filozof, matematik (* 1596)
- o. junij – Janoš Terboč, slovenski pisatelj, evangeličanski duhovnik, dekan dekan Murske Sobote (* ?)
- 18. julij - Christoph Scheiner, nemški jezuit, matematik, optik, astronom (* 1575)